# José Sáez y López

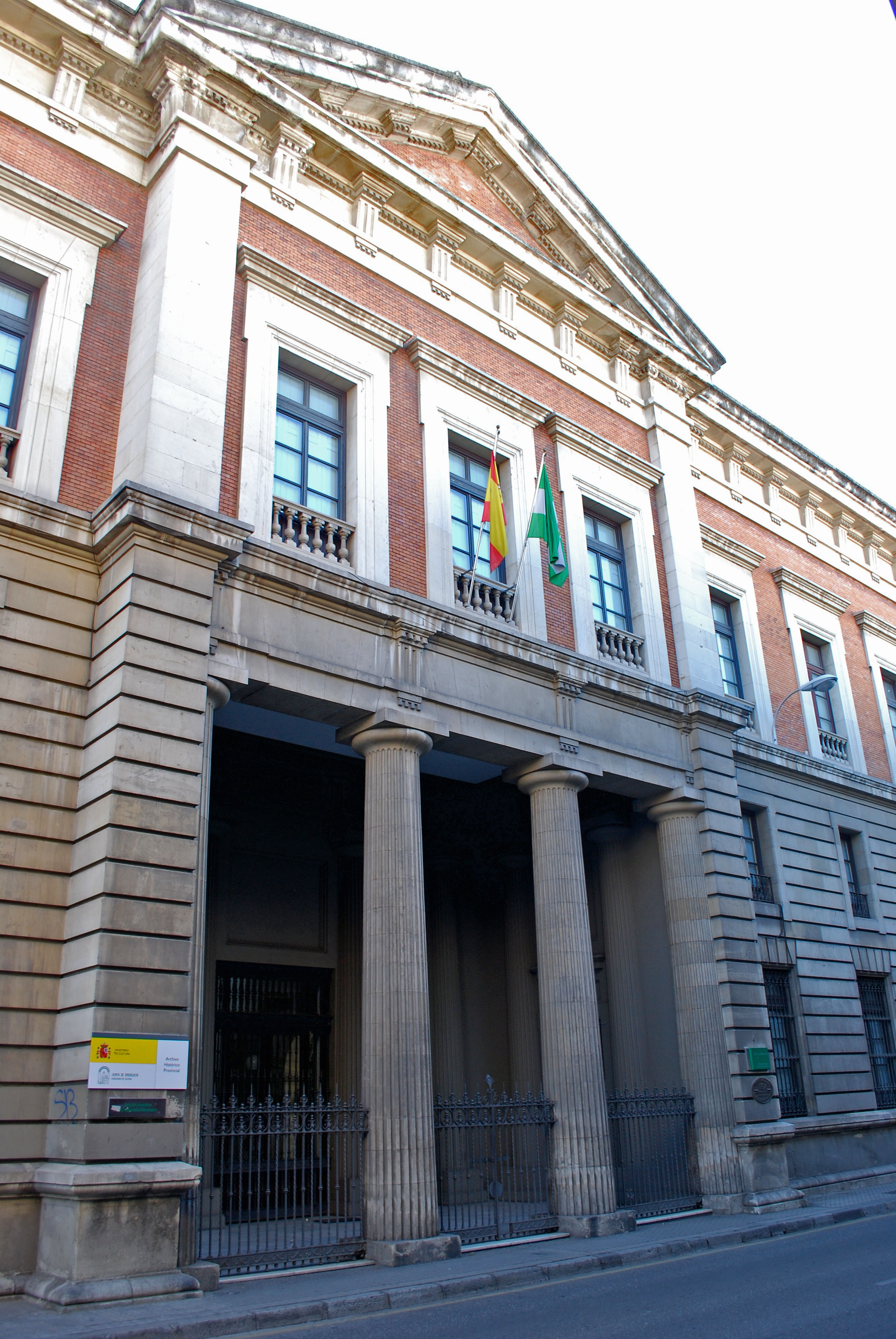
Edificio de los antiguos juzgados.

José Sáez y López (Berceo, 1861-Sevilla, 19 de septiembre de 1925) fue un arquitecto riojano que desarrolló su trabajo fundamentalmente en Sevilla, donde ejerció como arquitecto municipal.
Nació en Berceo y realizó la carrera de arquitectura en la Escuela Superior de Arquitectura de Madrid, que concluyó hacia 1886. Su primer trabajo conocido fue en las obras de restauración de la catedral de Sevilla. Poco después de 1892 fue elegido arquitecto segundo del Ayuntamiento de Sevilla y en 1894 accedió al puesto de primer arquitecto, después de la muerte de su predecesor José Gallegos Díaz. En 1913, dimitió de su cargo en el Ayuntamiento.

## Obra
Su primera obra municipal fue en 1895 con la actualización y ampliación del proyecto para los juzgados municipales, cuyo proyecto original era de Gallegos Díaz. Sáez adaptó el proyecto a un solar más amplio, en el que destaca la esquina del edificio, al que le confirió un aspecto de torreón con un reloj. Aumentó también la longitud de la fachada principal. Las obras de los juzgados se prolongaron hasta 1913. Su obra más importante fue el matadero municipal, cuyo proyecto fue aprobado en 1896. Hasta 1909 no se decidió su ubicación definitiva en el cortijo Maestrescuela y obtuvo la aprobación definitiva en 1910. Se trata de una construcción de estilo neomudéjar, con un conjunto bien dispuesto de forma muy funcional y un diseño cuidado en todos sus elementos, con ornamentación en azulejos y ladrillo.
En el año 1901, Regla Manjón Mergelina (condesa de Lebrija) adquirió el palacio de Lebrija, catalogado como bien de interés cultural, y encargó a Sáez su restauración y acondicionamiento para albergar la valiosa colección de antigüedades de la aristócrata.
Entre sus obras privadas destaca la que fue su casa en la calle Santo Tomás, que sigue los postulados estéticos del eclecticismo y del modernismo de finales del siglo XIX y principios del XX.
En 1906, como arquitecto municipal fue el encargado del proyecto de apertura de la avenida de la Constitución de Sevilla. En 1912, realizó una reforma para aumentar las localidades de la plaza de toros de la Maestranza.